# Lonchothrix emiliae
Lonchothrix emiliae es una especie de roedor de la familia Echimyidae.

## Distribución geográfica
Se encuentra en Brasil.   